# Baco Ali
Ne doit pas être confondu avec Bacoli.
Baco Ali, de son vrai nom Mouhamadi Said, est un chanteur et auteur compositeur interprète mahorais. 
Son style de musique est le mgodro, et son principal groupe musical est le tama music.

## Biographie
Baco Ali de son vrai nom Mouhamadi Said, est originaire de Bandrele sur l'île de Grande Terre à Mayotte.